# Список видів і підвидів роду Sus
Рід Sus належить триби Suini, підродини Suinae, родини Suidae, підряду Suiformes, ряду Artiodactyla та об'єднує 10 сучачних і 12 вимерлих видів. До цього роду відноситься одомашнена форма Sus scrofa — свиня свійська, що налічує близько 100 порід.

## Сучасні види і підвиди
Рід Sus об'єднує 10 сучасних видів:

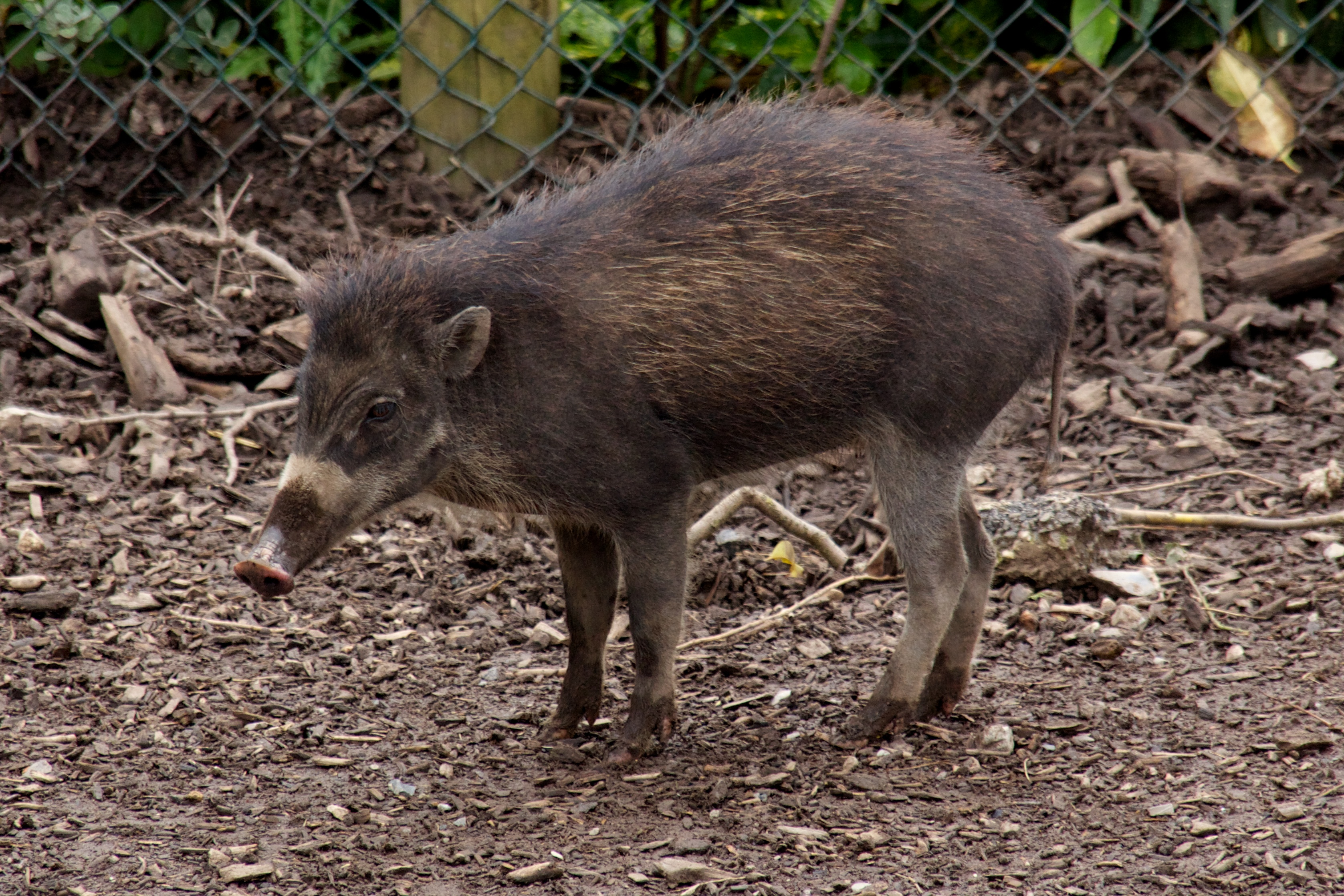
Вісайська бородавчаста свиня

- Палаванська бородата свиня (Sus ahoenobarbus); Цей вид є ендемічним для Філіппін. Особини цього виду сягають від 1 до 1,6 метрів в довжину та 1 метрів в висоту і важити до 150 кілограмів.

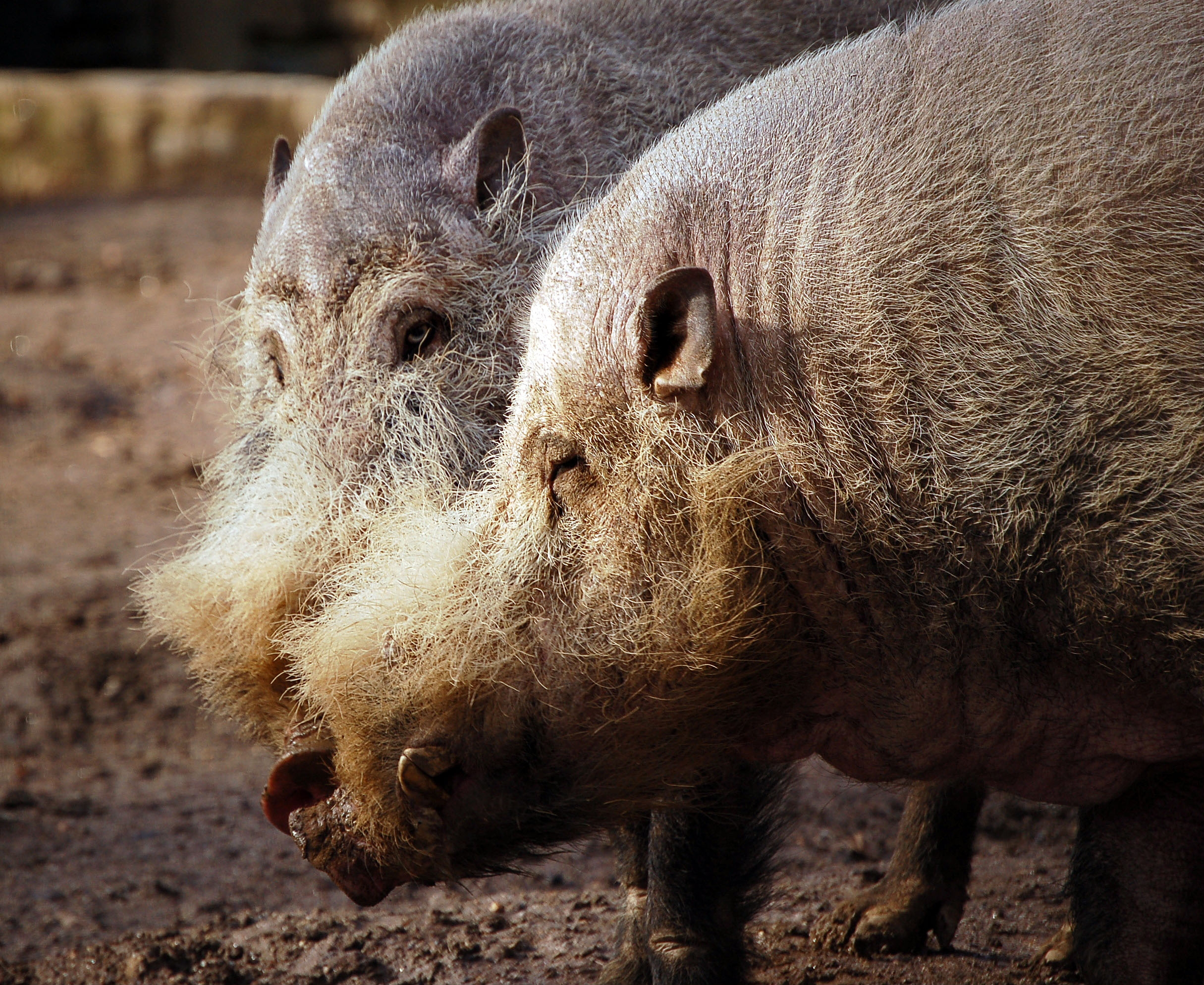
Бородата свиня

- Бородата свиня (Sus barbatus); Бородата свиняВид поширений в Південно-Східній Азії. Ці тварини досягають довжини від 100 до 165 см, висоти в загривку від 72 до 85 см і ваги до 150 кг. S. barbatus об'єднує 2 підвиди:
  - S. barbatus barbatus (поширений на о.Калімантан);
  - S. barbatus oi (західна бородата свиня) (поширений на Малайському півострові та о.Суматра);.
- Індокитайська бородавчаста свиня, або в'єтнамська бородавчаста свиня (Sus bucculentus); Цей вид поширений в Лаосі і В'єтнамі.
- Вісайська бородавчаста свиня (Sus cebifrons);Вісайська бородавчаста свиня Цей вид є ендемічним для Вісайських островів. S. cebifrons об'єднує 2 підвиди:
  - S. cebifrons cebifrons;
  - S. cebifrons negrinus;
- Сулавеська бородавчаста свиня (Sus celebensis); Ендемічний вид острова Сулавесі.
- Флореська бородавчаста свиня (Sus heureni); Вид зустрічається в Південній Азії.
- Міндорська бородавчаста свиня, або бородавчаста свиня Олівера (Sus oliveri); Цей вид є ендемічним для острова Міндоро.
- Філіппінська бородавчаста свиня (Sus philippensis); Ендемік Філіппін. Існує щонайменше три підвиди S. philippensis:
  - S. philippensis philippensis (поширений на острові Лусон і прилеглих островах);
  - S. philippensis oliveri (частина авторів виділяє цей підвид у вид S. oliveri);
  - S. philippensis mindanensis (поширений на острові Мінданао).

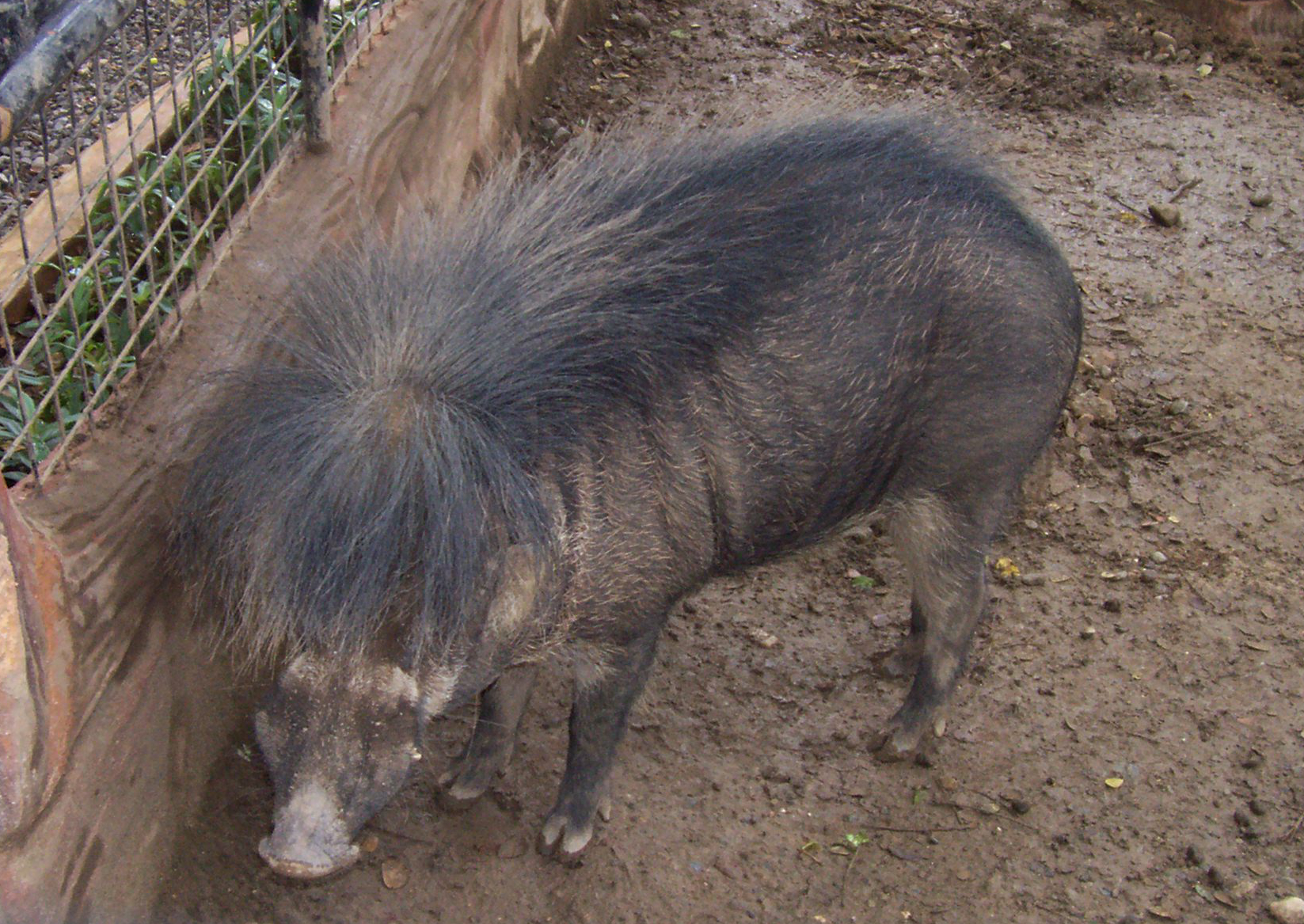
Філіппінська бородавчаста свиня

- Свиня дика, або кабан дикий, дик, вепр (Sus scrofa); Існує 16 підвидів S. scrofa, які об'єднують в 4 регіональні групи[1].

- - Західні:

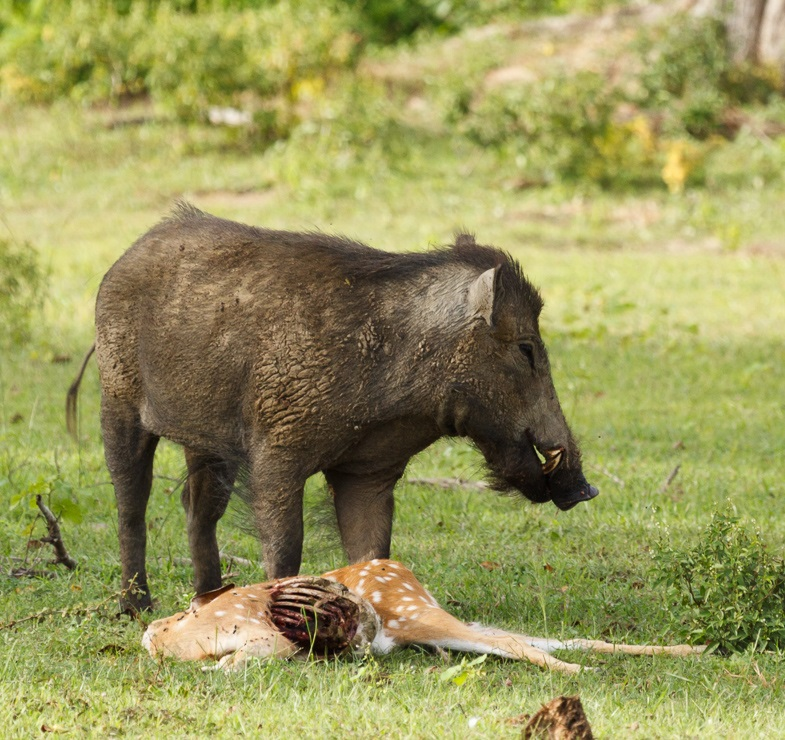
Індійський вепр

    - S. scrofa scrofa, або центральноєвропейський вепр (поширений в Іспанії, Італії, Франції, Німеччині, країнах Бенілюксу, Данії, Польщі, Чехії, Словаччині і Албанії);
    - S. scrofa majori, або маремський вепр (поширений в Мареммі);
    - S. scrofa meridionalis, або середземноморський вепр (поширений в Андалусії, Корсиці і Сардинії);
    - S. scrofa algira, або північноафриканський вепр (поширений в Тунісі, Алжирі і Марокко);
    - S. scrofa attila, або румунський вепр (поширений в Румунії, Угорщині, Україні, Балканах, Кавказі, Закавказзі, узбережжі Каспійського моря, в Малій Азії і на півночі Ірану);
    - S. scrofa lybicus, або анатолійський вепр (поширений в Закавказзі, Туреччині, Леванті, Ізраїлі та на території колишньої Югославії);
    - S. scrofa nigripes, або середньоазіатський вепр (поширений в Середній Азії, Казахстані, східному Тянь-Шані, західній Монголії, Кашгарі, Афганістані та південному Ірані);

  - Індійські:
    - S. scrofa davidi, або центральноазіатський вепр (поширений в Пакистані, північному заході Індії та південному сході Ірану);
    - S. scrofa cristatus, або індійський вепр (поширений в Індії, Непалі, Бірмі, Таїланді і західній Шрі-Ланці);

  - Східні:
    - S. scrofa sibiricus, або забайкальський вепр (поширений на березі Байкалу, Забайкаллі, північній і північно-східній Монголії);.
    - S. scrofa ussuricus, або уссурійський вепр (поширений в східному Китаї, на берегах Уссурійської та Амурської затоки);
    - S. scrofa leucomystax, або японський вепр (поширений в Японії (за винятком острова Хоккайдо і островів Рюкю);
    - S. scrofa riukiuanus, або рюкюйський вепр (поширений на островах Рюкю);
    - S. scrofa taivanus, або тайванський вепр (поширений на Тайвані);
    - S. scrofa moupinensis, або північнокитайський вепр (поширений на узбережжі Китаю на південь до В'єтнаму і на захід до Сичуаню);

  - Індонезійські:
    - S. scrofa vittatus, або малайзійський вепр (поширений в півострівній Малайзії, в Індонезії від Суматри і Яви на схід до Комодо);
- Яванська бородавчаста свиня, або яванська свиня (Sus verrucosus); Цей вид є ендемічним для островів Ява, Бавеан, Мадура. Маса цих свиней коливається від 44 до 108 кг, а довжина від 90 до 190 см.

## Вимерлі види
На сьогодні відомо 12 вимерлих видів, які належать до роду Sus — це:
- †Sus australis Han, 1987;
- †Sus bijiashanensis Han et al., 1975;
- †Sus falconeri;
- †Sus houi Qi et al.;
- †Sus hysudricus;
- †Sus jiaoshanensis Zhao, 1980;
- †Sus liuchengensis Han, 1987;
- †Sus lydekkeri Zdansky, 1928;
- †Sus offecinalis Koenigswald, 1933;
- †Sus peii Han, 1987;
- †Sus subtriquetra Xue, 1981;
- †Sus xiaozhu Han et al., 1975;

## Свиня свійська
Свиня свійська найчастіше розглядається (саме так її класифікував Карл Лінней), як підвид Sus scrofa і йменується — Sus scrofa domesticus. Проте існує іншка думка щодо таксономічного положення свійської свині, яку запропонував Йоган Хрістіан Еркслебен, що відносить її до окремого виду роду Sus — Sus domesticus.

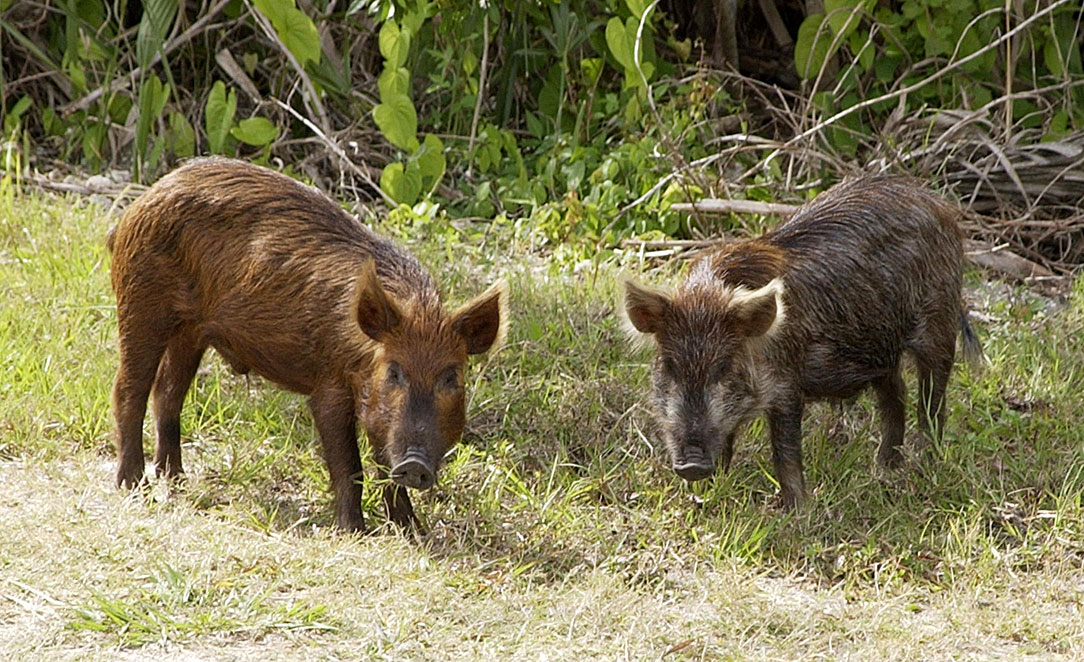
Пара «разорбеків» на острові Меррітт (штат Флорида)

Здичавіла форма свині свійської (разорбек) сформувала стійкі популяції у багатьох регіонах та несе загрозу місцевим популяціям багатьох диких видів тварин. Особливо широко відомими ці тварини стали в Австралії та Північній Америці.

## Карликова свиня
До недавнього часу карликову свиню відносили до роду Sus, але наразі її відносять до монотипового роду Porcula. У 2007 році за даними генетичного аналізу, що показав відмінність значної частини мітохондріальної ДНК Sus salvanius від решти видів Sus, його було класифіковано, як Porcula salvania.

## Галерея

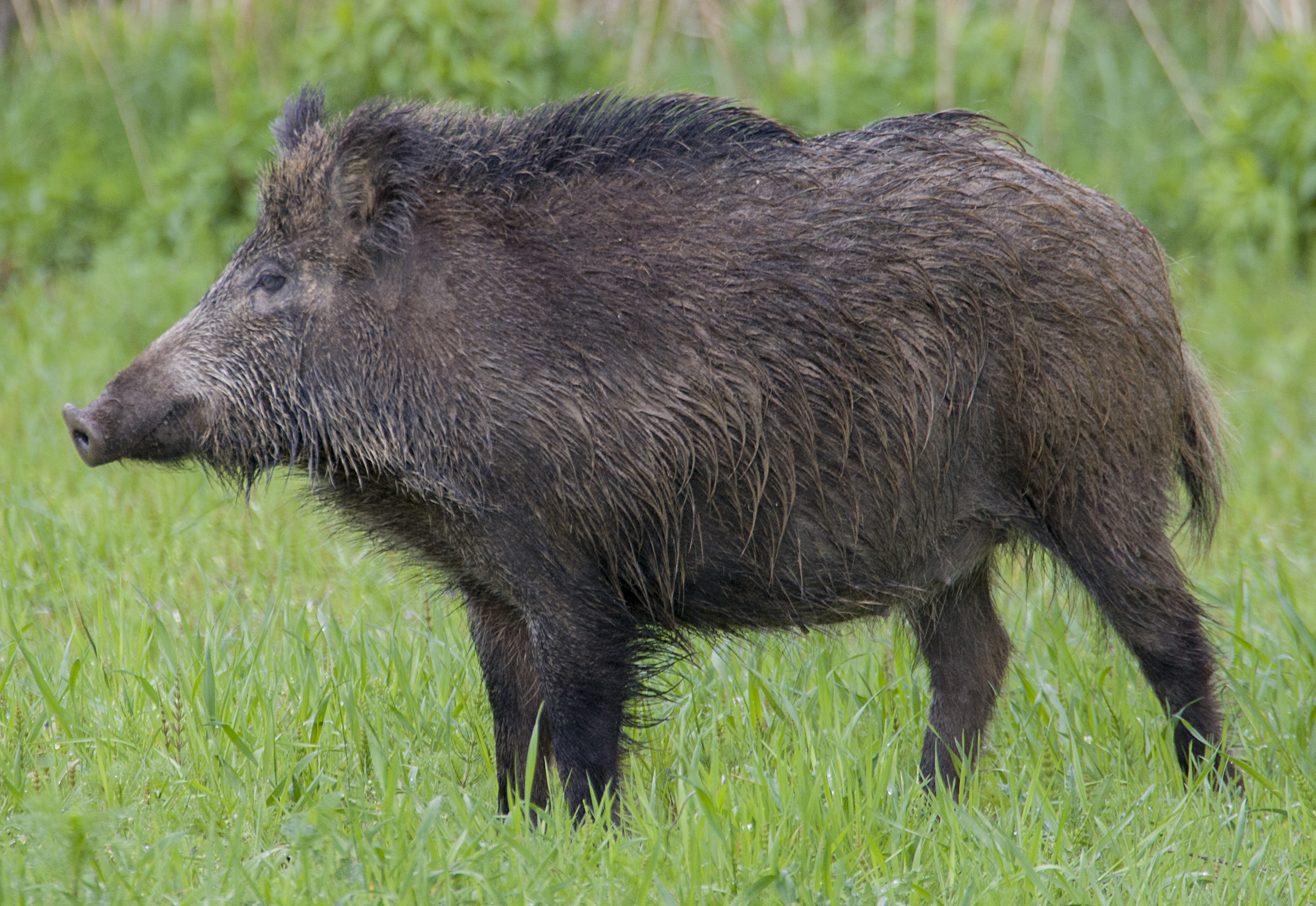
Sus scrofa scrofa
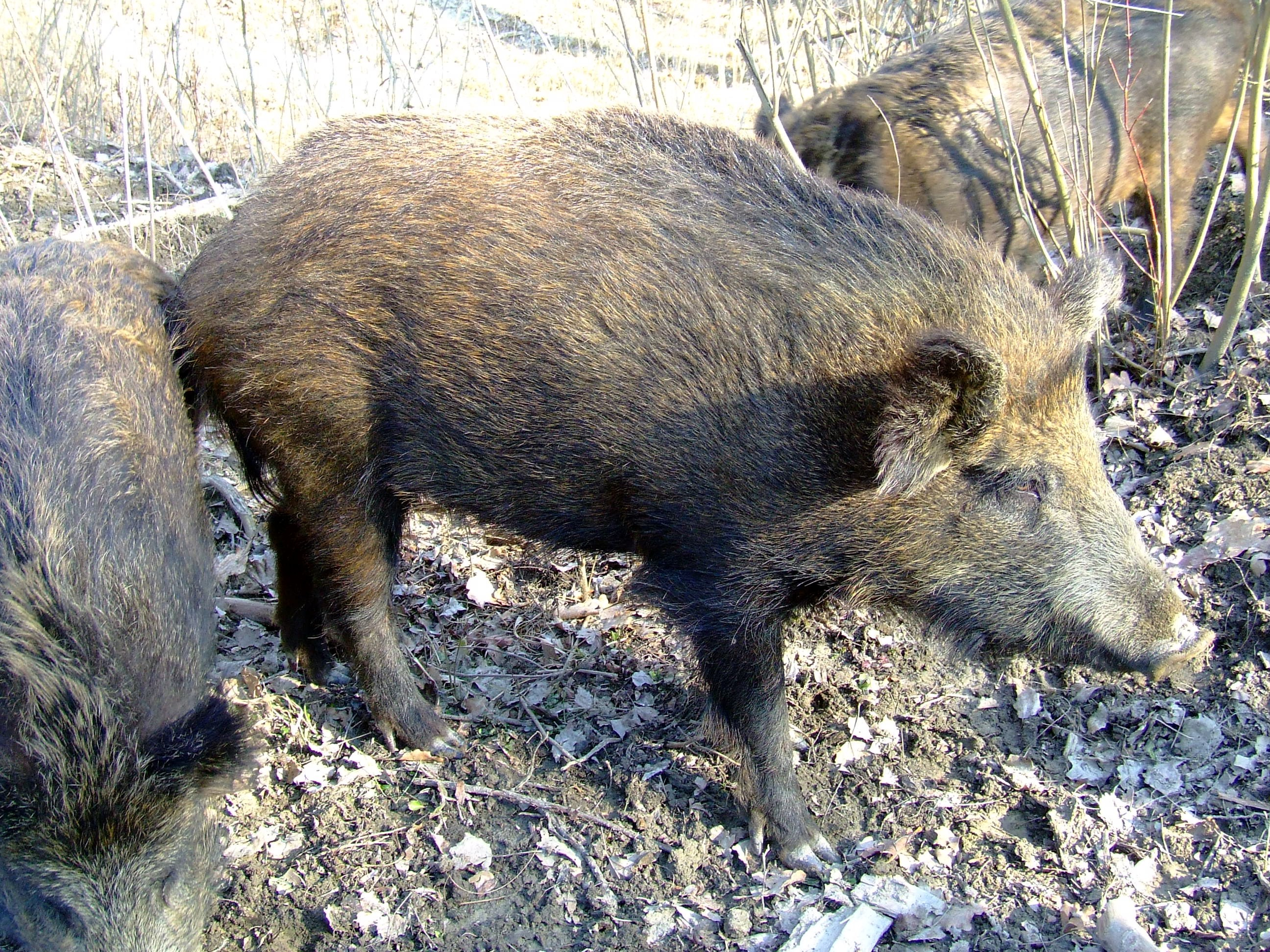
Sus scrofa attila
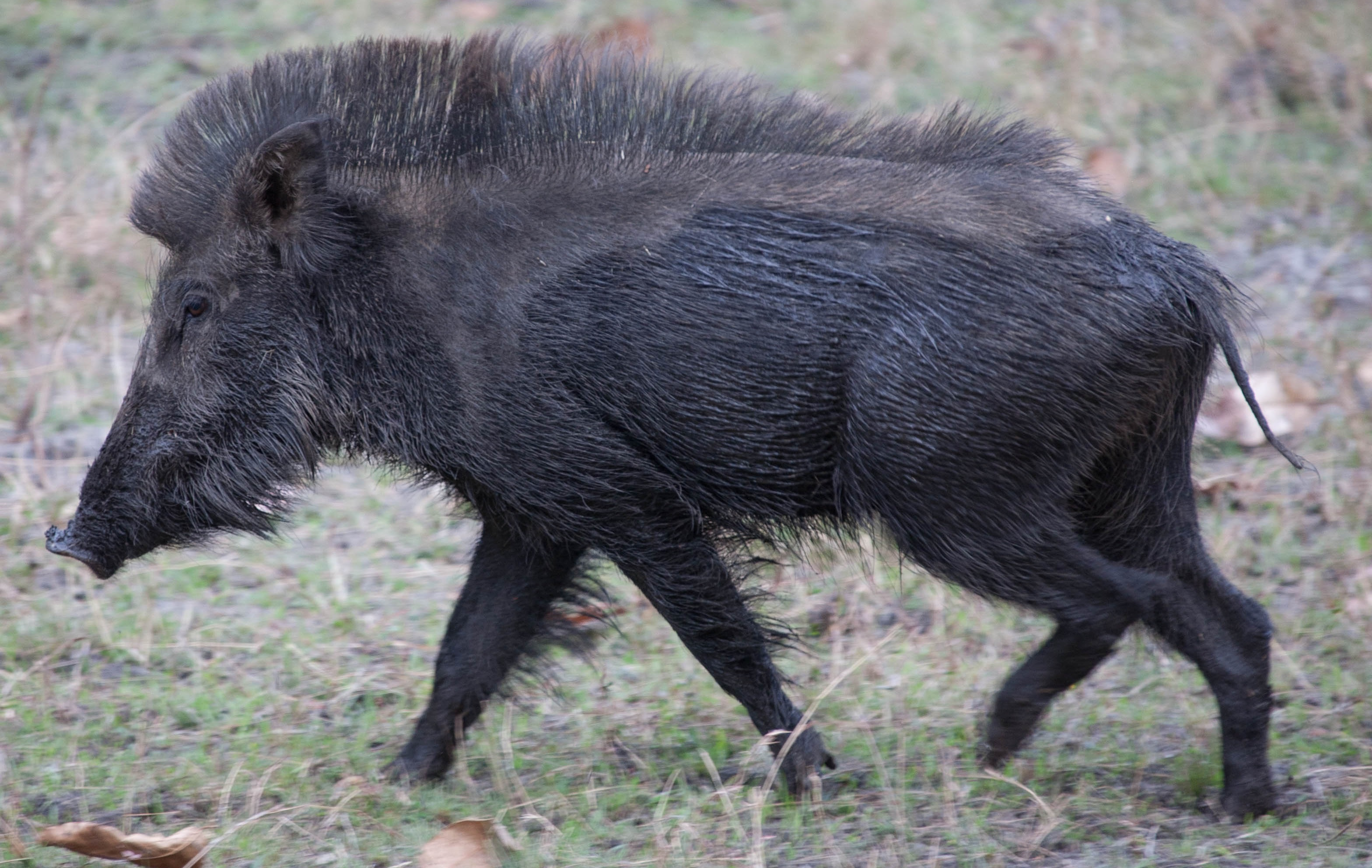
Sus scrofa cristatus
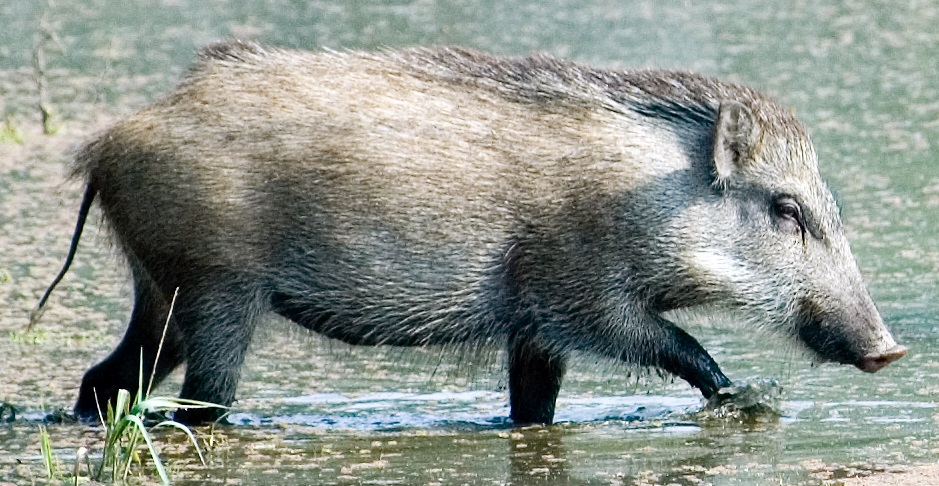
Sus scrofa davidi
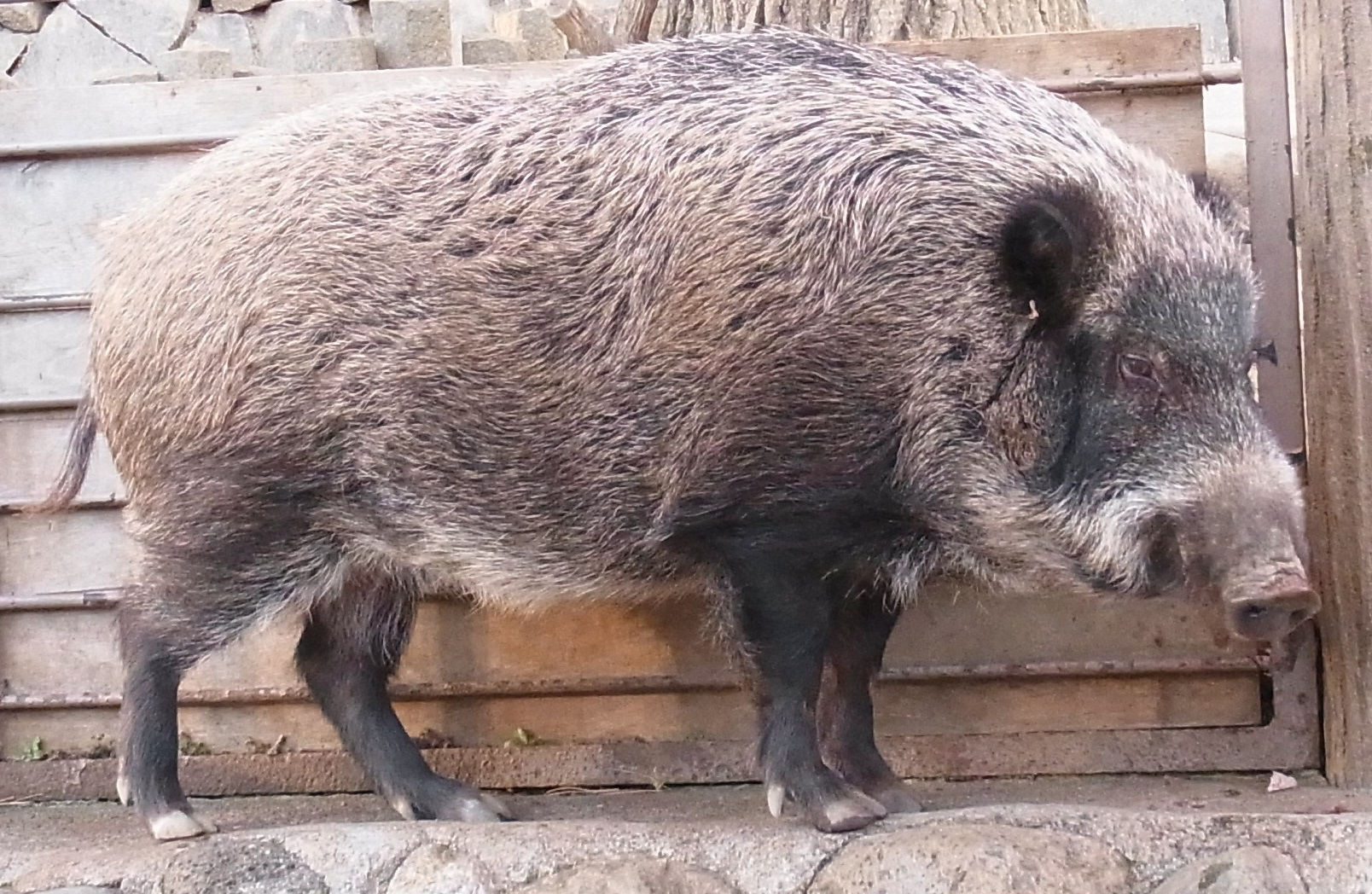
Sus scrofa leucomystax
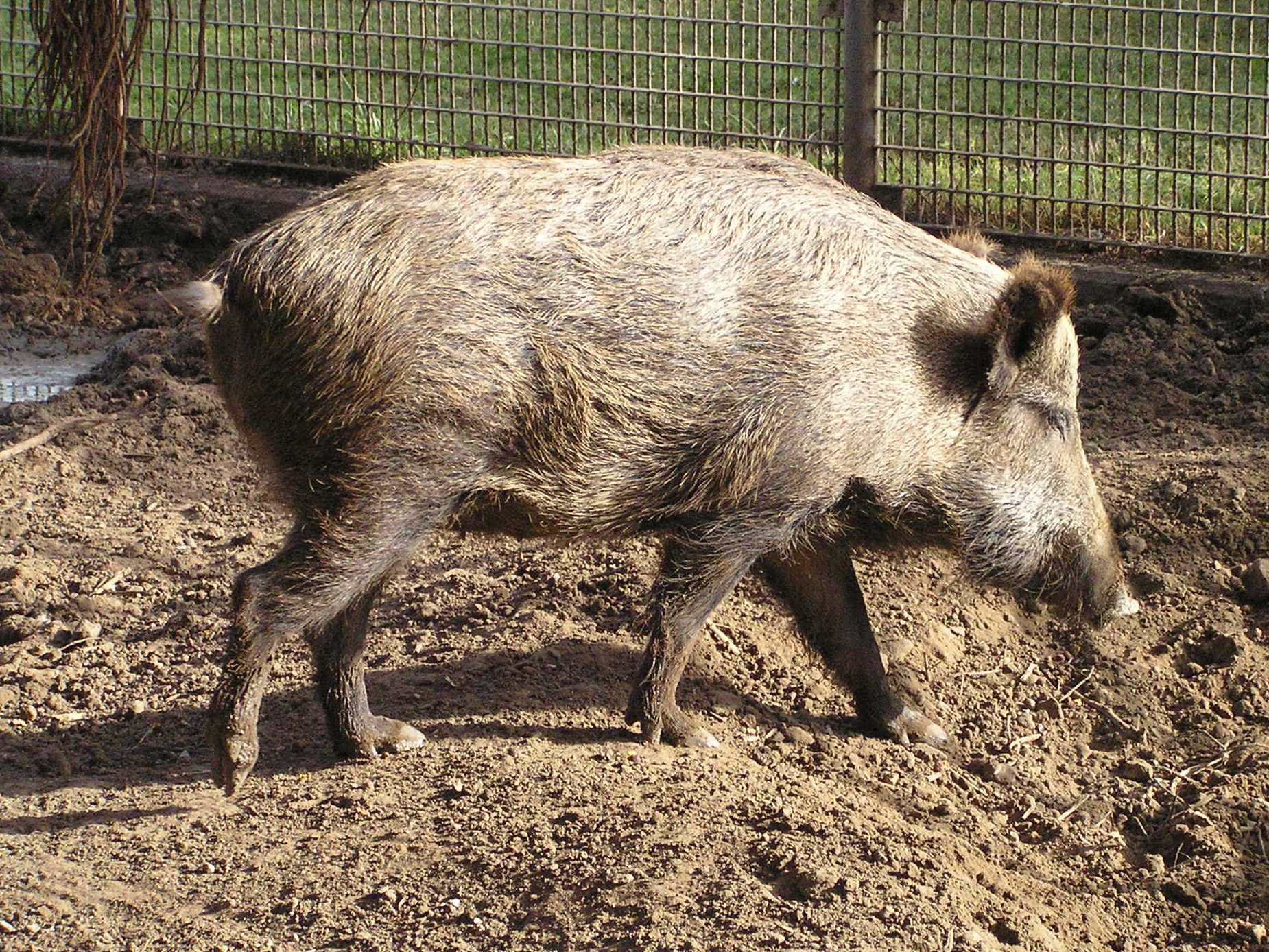
Sus scrofa libycus
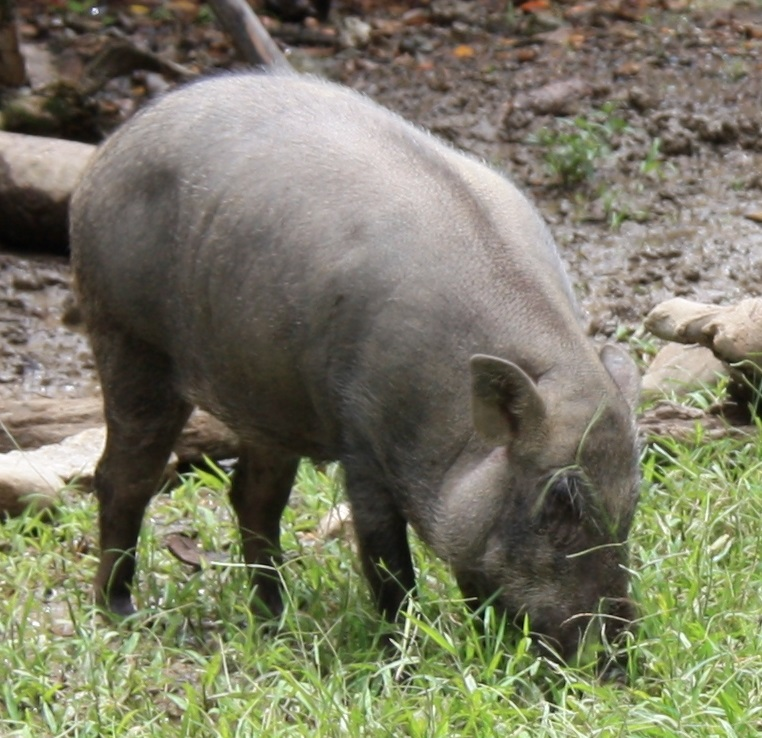
Sus scrofa taivanus